# NGC 6908
NGC 6908 — галактика в созвездии Козерог.
Этот объект входит в число перечисленных в оригинальной редакции «Нового общего каталога».